# Myerslopia tawhai
Myerslopia tawhai är en insektsart som beskrevs av Jacek Szwedo 2004. Myerslopia tawhai ingår i släktet Myerslopia och familjen Myerslopiidae. Inga underarter finns listade i Catalogue of Life.